# Чезаре Бекарија
Чезаре Бекарија (1738–1794) је био италијански правник, криминолог, филозоф и политичар, из доба просветитељства. Познат је по свом делу делу „О злочинима и казнама“ које је извршило велики утицај на казнену политику европских држава. У својим идејама о казнама следио је етику утилитаризма.

## О злочинима и казнама
У свом најпознатијем делу изнео је аргументе против тортуре, конфискације имовине, доживотне робије и смртне казне. Сматрао је да казна не треба да служи за то да се криминалцу освети за почињено дело, већ да се спречи да се злочин понови, односно у циљу превенције. Сматрао је да казна треба имати највеће спречавајуће дејство уз најмање наношење патње починиоцу. Такође затворска казна треба да служи за ресоцијализацију а не за кажњавање, тако да осуђени може поново да постане користан члан друштва.